# درية أحمد
درية أحمد (24 سبتمبر 1923 - 3 أبريل 2003)، ممثلة ومغنية مصرية. وهي والدة الفنانة المصرية سهير رمزي.

## أعمالها
- الدم يحن. وغنت فيه أغنية: خلاص يا قلبي خلاص.
- دلوني يا ناس. مع الممثل شكري سرحان، وغنت فيه ثلاث أغنيات: عارف والعارف لا يعرف ـ البيبي البيبي *دلوني يا ناس دلوني.
- خضرة والسندباد القبلي. وغنت فيه: آدي النعيم يا دنيا في عصر المدنية ـ واه يا بوي آه يا نا ـ ول يمين ول شمال سنتر فرويد سنتر هاف.

## وصلات خارجية
- درية أحمد على موقع IMDb (الإنجليزية)
- درية أحمد على موقع الدهليز
- درية أحمد على موقع قاعدة بيانات الأفلام العربية